# 墨西哥亞口魚
墨西哥亞口魚（學名：Catostomus nebuliferus）為輻鰭魚綱鯉形目亞口魚科的其中一種，為溫帶淡水魚，分布於北美洲墨西哥戈拉維拉州Rio Nazas流域，生活習性不明。 